# ゾラン・ポポヴィッチ
ゾラン・ポポヴィッチ（セルビア語: Зоран Поповић, Zoran Popović、1988年5月28日 - ）は、セルビアとクロアチアのサッカー選手。ポジションはゴールキーパー。

## クラブ歴
FKチュカリチュキで選手となった。その後、FKヴォジュドヴァツで活躍した。2016-17シーズンにはセルビア・スーペルリーガベストイレブンに選出された。
2018年2月12日にFKボデ/グリムトに移籍。同年6月26日にレッドスター・ベオグラードに2年契約で加入した。

## タイトル
- セルビア・スーペルリーガベストイレブン: 2016-17